# Autoroute A-1 (Espagne)
Pour les articles homonymes, voir Autoroute A1 et Autoroute du Nord.
L'autoroute espagnole A-1 E05 aussi appelée autoroute du Nord (en espagnol : Autovía del Norte) est une des six autoroutes radiales d'Espagne qui permet de relier Madrid à la frontière entre le Guipuscoa et la Navarre à hauteur de l'échangeur 405, non loin du col d'Etxegarate où elle se connecte à la vétuste route nationale espagnole N-I qui assure la continuité autoroutière jusqu'à Saint-Sébastien et la France. 
Elle dessert les villes d'Aranda de Duero, de Burgos et de Vitoria-Gasteiz.
L'A-1 est doublée par l'AP-1 entre Burgos et Armiñón, et entre Vitoria-Gasteiz et Eibar.
L'autoroute A-1 est divisée en deux sections qui sont reliées par l'AP-1 :
- de Madrid à Burgos (235 km) ;
- d'Armiñón à la frontière entre le Guipuscoa et la Navarre (79 km) où elle se connecte à la N-I.

## Historique
À partir des années 1960, l'ancienne route nationale N-I est progressivement aménagée avec l'ouverture d'un premier tronçon autoroutier entre Madrid et San Agustín del Guadalix. La construction de l'autoroute jusqu'à Burgos se poursuit dans les années 1980, à l'exception du passage au col de Somosierra, qui conserve la route d'origine jusqu'à l'ouverture d'un tunnel en 1992. Les tronçons au Pays basque sont également construits au cours des années 1970, 1980 et 1990, à l'exception de la section entre Altsasu et Idiazabal, achevée en 2003.
En 1984, l'AP-1, payante, est mise en service entre Burgos et Armiñón. Le 1er décembre 2018, elle devient libre de péage à la fin de la concession, que le gouvernement a décidé de ne pas renouveler, et est intégrée à l'A-1.

## Tracé
- L'A-1 part du croisement de la M-30 et de la M-11 (l'autoroute qui dessert les terminaux T1, T2 et T3 de Madrid depuis la M-30) en direction du nord vers la communauté de Castille-et-León.
- Elle dessert la ville d'Alcobendas dans la banlieue nord de Madrid en croisant toutes les rocades de cette dernière (M-40 et M-50).
- Après 150 km, l'autoroute arrive à Aranda de Duero où elle va croiser l'A-11 encore en construction pour Valladolid vers l'ouest et Soria vers l'est.
- L'autoroute A-1 poursuit son chemin vers le nord et arrive à Burgos 80 km plus tard pour s'intégrer à la rocade de Burgos (BU-30).
- Une fois la ville traversée par le sud, l'A-1 laisse place à l'AP-1, d'une longueur de 80 km, jusqu'à la ville d'Armiñón, un peu avant Vitoria-Gasteiz.
- Entre Burgos et Miranda de Ebro, la N-I fait son retour sur 80 km, une rénovation de la route a eu lieu en 2014-2015, sur un peu plus de 40 km en créant des bretelles de sorties sécurisés et des contournement de village que traversaient la N-I qui est toujours en 2x2 voies.
- De là, l'A-1 reprend place et contourne Vitoria-Gasteiz par le nord-ouest et continue vers l'est jusqu'à 30 km plus tard où elle croise l'A-10 à Altsasu en direction de Pampelune qui permet de relier l'A-1 à l'A-15.
- L'A-1 reprend finalement sa route vers le nord où elle se connecte quelques kilomètres plus loin à la N-I en direction de Saint-Sébastien et de la France.

## Sorties

### DeMadridàBurgos
|                                                                                                 | Villes                                                                  | Itinéraires       | Images |
| ----------------------------------------------------------------------------------------------- | ----------------------------------------------------------------------- | ----------------- | ------ |
| 10 Échangeur autoroutier entre M-30 (Périphérique de Madrid), A-1 et M-11 (Aéroport de Barajas) |                                                                         |                   |        |
| 11                                                                                              | Valverde                                                                |                   |        |
| 12AB                                                                                            | Valdebebas - Université de Madrid                                       |                   |        |
| 13 Échangeur autoroutier entre A-1 et M-40                                                      |                                                                         |                   |        |
| 14                                                                                              | El Soto - Alcobendas - Fuencarral                                       | M-616             |        |
| 15                                                                                              | Alcobendas - Université de Madrid                                       |                   |        |
| 16                                                                                              | Alcobendas                                                              |                   |        |
| 17                                                                                              | San Sebastián de los Reyes Sud Aéroport international de Madrid-Barajas | M-12              |        |
| 19                                                                                              | San Sebastián de los Reyes Est                                          |                   |        |
| 20                                                                                              | San Sebastián de los Reyes Nord                                         |                   |        |
| 21                                                                                              | Toutes directions                                                       | M-50              |        |
| 23                                                                                              | San Sebastián de los Reyes Algete - Fuente El Saz de Jarama             | M-106             |        |
| 28                                                                                              | Ciudalcampo - Santo Domingo - Circuit de Jarama                         |                   |        |
| 34                                                                                              | San Agustín del Guadalix - Colmenar Viejo                               | M-104             |        |
| 36                                                                                              | Zone Industrielle El Raso                                               |                   |        |
|                                                                                                 | Madrid M-12                                                             | R-1               |        |
| 37                                                                                              | El Molar-Centre                                                         |                   |        |
| 40                                                                                              | El Molar - El Vellón                                                    | M-129             |        |
| 42                                                                                              | Pedrezuela                                                              | M-963             |        |
| 43                                                                                              | Atalaya Real                                                            | M-627             |        |
| 45                                                                                              | El Vellón                                                               | M-122             |        |
| 49                                                                                              | Cotos de Monterrey                                                      |                   |        |
| 50                                                                                              | Venturada - Guadalix de la Sierra Torrelaguna                           | M-608 N-320       |        |
| 55                                                                                              | Cabanillas de la Sierra                                                 |                   |        |
| 57                                                                                              | La Cabrera - Valdemanco Torrelaguna                                     | M-124 M-610       |        |
| 60                                                                                              | La Cabrera - El Berrueco                                                | M-127             |        |
|                                                                                                 | Aire de service de Siete Iglesias                                       |                   |        |
| 64/65                                                                                           | Siete Iglesias                                                          |                   |        |
| 66                                                                                              | Lozoyuela - Torrelaguna                                                 | M-131             |        |
| 67                                                                                              | Lozoyuela - Navas de Buitrago                                           | M-913             |        |
| 68                                                                                              | Lozoyuela - Manjirón                                                    | M-135             |        |
| 69                                                                                              | Lozoya - El Cuadrón                                                     | M-604             |        |
|                                                                                                 | Aire de service                                                         |                   |        |
| 74                                                                                              | Buitrago del Lozoya - Manjirón                                          | M-126             |        |
| 75/76                                                                                           | Buitrago del Lozoya Villavieja del Lozoya Prádena del Rincón            | M-137 M-634       |        |
| 79                                                                                              | La Serna del Monte Gascones Piñuécar - Braojos                          | M-132 M-636 M-976 |        |
| 83                                                                                              | Aoslos - La Acebeda Horcajo de la Sierra Venta de la Gamera             | M-136 M-992 M-639 |        |
| 85                                                                                              | Horcajo de la Sierra                                                    | M-141             |        |
| 87                                                                                              | Robregordo                                                              |                   |        |

- 91/92 : Col de Somosierra (1 444 m),  Aire de service +   Tunnel Juan Manuel Moron Garcia (620 m) au col de Somosierra (1 444 m d'altitude)
- Passage de la communauté de Madrid à la Castille-et-Leon
- 99 : Santo Tomé del puerto, Ségovie ( N-110 ),  Aire de service Santo Tomé del Puerto (dans les deux sens)

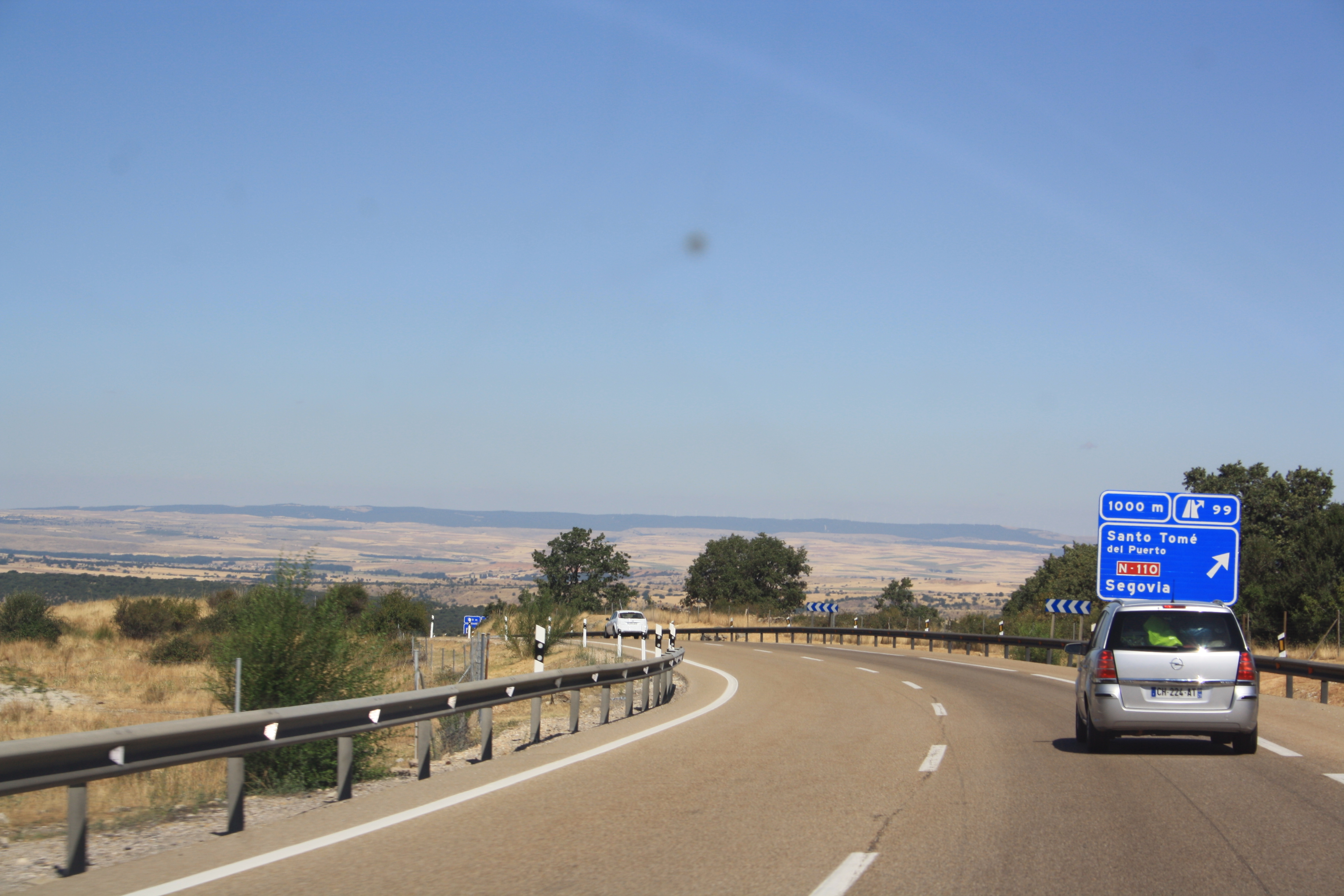

- 100 (de et vers Madrid) : Cerezo de Abajo - Cuéllar ( SG-205 )
- 103/104 : Cerezo de Arriba, La Pinilla (station de ski), Riaza, Soria, Cerezo de Abajo ( N-110 ) - Cuéllar ( SG-205 )
- 107 : Sotos de Sepúlveda - Sotillo,  Aire de service Castillejo de Mesleón (dans les deux sens)
- 109/110 : Castillejo de Mesleón - Riaza - Sepúlveda
- 115/118 : Boceguillas - Grajera +  117 : Boceguillas - Sepúlveda ( SG-232 )
- 121 : Encinas,  Aire de service Encinas (dans les deux sens)
- 123/124 : Fresno de la Fuente - Grajera
- 127
- 130/132 : Carabias - Pradales,  Aire de service Pradales (dans les deux sens)
- 133/134 : Villalvilla de Montejo,  Aire de repos Villalvilla de Montejo (dans les deux sens)
- 136/137 et  140 (2 échangeurs complets) : Honrubia de la Cuesta
- 143/144 : Pardilla - Fuentenebro
- 146/147 : Milagros - Fuentelcésped - Campillo de Aranda,  Aire de service Milagros (sens Madrid-Burgos)
- Aire de service Milagros (sens Burgos-Madrid)
- 152 : Aranda de Duero-sud - Fuentespina,  Aire de service Aranda de Duero (dans les deux sens)
- 154  Échangeur autoroutier entre A-1 et A-11 : Soria - Valladolid
- 158/159 : Aranda de Duero-ouest, Valladolid, El Burgo de Osma, Soria ( N-122 )
- Pont sur le Douro
- 159 : Aranda de Duero, Villalba de Duero, Palencia ( CL-619 )
- 164/165 : Aranda de Duero-nord - Ségovie ([ CL-603 )
- 168 : Gumiel de Izán - Villanueva de Gumiel - Caleruega,  Aire de service

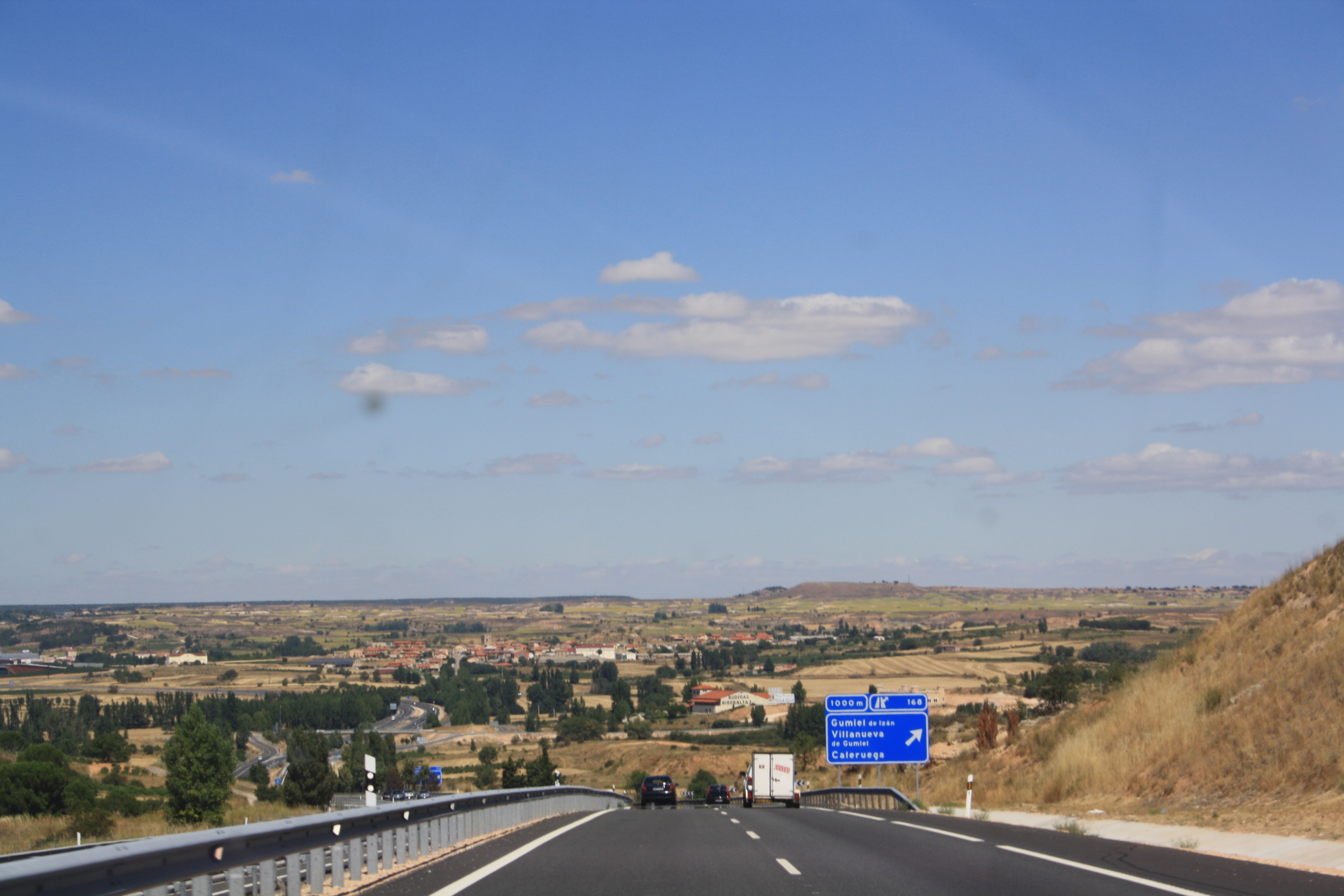

- 171 : Gumiel de Izán - Caleruega - Quitana del Pidio,  Aire de service
- 176 : Oquillas - Pinilla Trasmonte,  Aire de service
- 180/182 : Bahabón de Esgueva - Santibáñez de Esgueva
- 185 : Cilleruelo de Abajo ( BU-110 ) - Pineda Trasmonte
- Aire de service Granja Guimara (sens Burgos-Madrid)
- 189 : Fontioso - Cilleruelo de Abajo,  Aire de service
- 196 (de et vers Madrid) : Quintanilla de la Mata
- 198 : Quintanilla de la Mata - Villafruela ( BU-114 )
- 200 (de et vers Madrid) : Lerma-sud - Santo Domingo de Silos ( BU-900 )
- 202 : Lerma
- 203 : Lerma-nord - Villalmanzo - Palencia, Covarrubias ( N-622 ),  Aire de service
- 204 (de et vers Burgos) : Villalmanzo
- 210 : Torrecilla del Monte - Villamayor de los Montes
- 213 : Madrigalejo del Monte - Montuenga
- 214 (sens Burgos-Madrid) : Montuenga,  Aire de service Madrigalejo del Monte (sens Burgos-Madrid)
- 215/216 : Madrigal del Monte,  Aire de repos Madrigal del Monte (sens Madrid-Burgos)
- 219 : Valdorros
- 221 (depuis les deux sens et vers Burgos) : Cogollos-sud,  Aire de repos Cogollos (dans les deux sens)
- 223 (de et vers Burgos) : Cogollos-nord
- 225 :  Aire de service
- Aire de service Sarracín (dans les deux sens)
- 230 : Soria, Sarracín ( N-234 )
- 232/233 : Villariezo,  Aire de service Voies de service (dans les deux sens)
- 234/235 :  Aire de service Voies de services (dans les deux sens)
- 235/236  Échangeur autoroutier entre A-1, A-62 (Valladolid, Portugal, León) et  BU-11  (Burgos)

### DeBurgosàArmiñón(AP-1)
En 2019, l'autoroute AP-1 entre Burgos et Armiñon sera gratuite et fera partie de l'A-1.
- 235/236  Échangeur autoroutier entre A-1, A-62 (Valladolid, Portugal, León) et  BU-11  (Burgos)
- 238 : Burgos
- 242 (sortie de l'A-1)/1  Échangeur entre A-1/AP-1 (Madrid, Valladolid, Portugal) et A-1/ BU-30  (Logroño par RN, Santander); début de l'AP-1
- 2 (km 249) : Rubena, Villafría de Burgos ( N-I A-1)
- Aire de service de Quintanapalla (dans les deux sens) (km 12)
- Aire de repos Monasterio de Rodilla (dans les deux sens) (km 23)
- Aire de service Briviesca (dans les deux sens) (km 34)
- 3 (km 279) : Briviesca ( CL-632 )
- Aire de repos Grisaleña (dans les deux sens) (km 44)
- Aire de repos Santa María Rivarredonda (dans les deux sens) (km 53 et 54)
- 4 (km 300) : Pancorbo ( N-232 )
- Tunnels de Pancorbo
- Aire de service Pancorbo (dans les deux sens) (km 64)
- 4A (km 308, de et vers Saint-Sébastien) : Ameyugo ( N-I ) + passage en 2x3 voies
- Pont sur l'Ebre
- 5 (km 316) : Miranda de Ebro ( BU-535 ) - Puentelarrá ( A-2122 )
- Aire de repos Miranda del Ebro (dans les deux sens) (km 75)
- Passage de la Castille-et-León au Pays basque
- 6 (km 320)  Échangeur autoroutier entre AP-1 et AP-68 : Bilbao - Saragosse - Logroño
- Fin de l'AP-1; l'autoroute va rejoindre le tronçon suivant de l'A-1 (km 324)
- 328 (sortie de l'A-1) (km 325)  Échangeur autoroutier entre A-1 et AP-1 : Armiñón - Estavillo - Vitoria-Gasteiz, Bordeaux (A-1)

### D'ArmiñónauGuipuscoa
- Carrefour giratoire à la sortie de Miranda del Ebro; la  N-I  devient l'A-1; passage de la Castille-et-León au Pays basque
- 323 : Ribabellosa - Ribaguda
- 325  Échangeur autoroutier entre A-1 et  N-124  : Laguardia, Logroño + début de la 2x3 voies
- 328  Échangeur autoroutier entre A-1 et AP-1 : Armiñón - Estavillo - Burgos (AP-1) - Logroño, Bilbao (AP-68)
- Passage du Pays basque à la Castille-et-León
- 334 : La Puebla de Arganzón, Treviño ( CL-127 )
- Tunnel de Peña Maria (306 ou 500 m), passage de la Castille-et-León au Pays basque
- 340 : Nanclares de la Oca ( A-2622 ) - Zone industrielle Los Llanos
- 341/343 : Subillana, Mendoza, Zone industrielle Subillabide ( A-3302 ),  Aire de service Subijana de Álava (sens Miranda del Ebro-Saint-Sébastien)
- 342/343  Échangeur autoroutier entre A-1 et  N-102  : Vitoria-Gasteiz + retour en 2x2 voies
- 345 : Lermanda - Zone industrielle Jundiz
- 348 : Vitoria-Gasteiz - Zone industrielle Ali Gobeo - Mendoze ( A-3302 )
- Aire de service Vitoria-Gasteiz (dans les deux sens)
- 352  Échangeur autoroutier entre A-1 et  N-622 /AP-1 : Vitoria-Gasteiz ( N-622 ) - Bilbao (  AP-68  ) - Saint-Sébastien (AP-1) - Aéroport de Vitoria ( N-624 )
- 355  Échangeur autoroutier entre A-1 et  N-240  : Vitoria-Gasteiz, Durango, Bilbao ( N-240 ) - Saint Sébastien  AP-1
- 357 (de et vers Madrid) : Arcaute, Estella ( A-2134 )
- Aire de service Zurbano (sens Madrid-Saint Sébastien)
- 364 : Vitoria-Gasteiz, Argomaiz, Ozeta ( N-104 )
- Aire de service Venta del Patio Auzoa (sens Madrid-Saint Sébastien)
- 367/370 : Dallo, Alegría-Dulantzi, Echávarri-Urtupiña ( A-3100 )
- 375 : Gazeo, Salvatierra-Agurain ( A-3100 )
- 379/380 : Salvatierra-Agurain, Opakua ( A-2128 )
- 385 : Araya, San Millán-Donemiliaga ( A-3020 )
- 389/391 : Egino, Andoin ( A-3138 ),  Aire de service
- Passage du Pays basque à la Navarre
- 392 : Ziordia,  Aire de service
- 395 : Olazti - Estella-Lizarra ( NA-718 )
- 397/29 (sortie de l'A-10) : Olazti +  Échangeur autoroutier entre A-1 et A-10 : Pampelune
- 398 et  399 (2 échangeurs complets) : Altsasu
- Tunnel de Murgil (290 m)
- 401 :  Aire de service Altsasu (dans les deux sens)
- 405 : Zegama + Passage de la Navarre au Pays basque; l'A-1 devient la  N-I  et devient une simple voie rapide.

### Section du Guipuscoa (N-I)
- 405 : Zegama + Passage de la Navarre au Pays basque; l'A-1 devient la  N-I  et devient une simple voie rapide.
- Col de Echegárate (650 m) +  406 :  Aire de service Puerto de Echegárate (dans les deux sens)
- Tunnel de Echegárate (250 m) dans le sens Madrid-Saint Sébastien ou  section à lacets sur 1 km dans l'autre sens et descente à 6% pendant 7 km.
- 409 : Ursuarán
- 412 : Idiazábal
- 417 : Olaberría ( GI-3160 ),  Aire de service
- 417/418  Échangeur autoroutier entre A-1/ N-I  et  GI-632  : Zumárraga, Bergara ( GI-632 )
- Aire de service Beasain (dans les deux sens)
- 419 : Beasáin - Lazcano, Ataun ( GI-2120 )
- Tunnel de Beasain (290 et 300 m)
- 420 : Ordizia
- 422 : Ordicia, Zaldivia  ( GI-2133 ) - Itsasondo ( GI-2131 ) - Arama
- Aire de service Itsasondo (sens Madrid-Saint Sébastien)
- Tunnel de Itsasondo (250 et 300 m)
- Aire de service Legorreta (sens Saint Sébastien-Madrid)
- Tunnel de Legorreta (500 m)
- 426 : Legorreta ( GI-2131 )
- Tunnels de Ikaztegieta (180 m et 100 m)
- 428 : Icazteguieta, Alegría de Oria ( GI-2131 )
- 431 : Alegría de Oria ( GI-2131 )
- Aire de service Tolosa (sens Saint Sébastien-Madrid)
- 433 : Tolosa - Azpeitia ( GI-2634 )
- 434 : Tolosa - Ibarra ( GI-2130 ) - Lizartza ( GI-2135 )
- 436 : Tolosa
- Aire de service Anoeta (sens Madrid-Saint Sébastien)
- 439 : Irura, Aoreta ( GI-3650 )
- 440 (sens Saint Sébastien-Madrid) : zone d'activité de Villabona
- Aire de service Villabona (dans les deux sens)
- 441 (depuis Madrid et vers les deux sens) : Villabona
- 443 : Villabona ( GI-2631 ) - Aduna ( GI-3610 ) - Asteasu
- Aire de service Andoain (sens Saint Sébastien-Madrid)
- 445 : Andoain - Adena ( GI-3610 ) +  Échangeur autoroutier entre A-1/ N-I  et A-15 (de et vers Saint-Sébastien) : Pampelune
- 447A (de et vers Saint-Sébastien) : Andoain
- 447B  Échangeur autoroutier entre A-1/ N-I  et A-15 : Andoian - Hernani, Irun, Bordeaux (A-15)
- Aire de repos Bazkardo Auzunea Kalea (sens Madrid-Saint Sébastien)
- Aire de service Lasarte-Oria (dans les deux sens) +  451 et  452 (depuis Madrid et vers les deux sens (sauf direction Irun)) : Lasarte-Oria
- 455  Échangeur autoroutier entre A-1/ N-I  et AP-8 (de et vers Madrid) : Pasaia, Irun, Bayonne, Bordeaux (AP-8) +  455/0 (sortie de GI-11)/1 (sortie de GI-11) : Hernani, Lasarte-Oria ( GI-2132 ) - Usurbil ( N-634 ) + la  N-I  devient la  GI-11
- Tunnel (200 m)
- 2 (sortie de GI-11)  Échangeur autoroutier entre  GI-11  et  GI-20  : Zarautz, Bilbao, Vitoria-Gasteiz (AP-8) - Saint-Sébastien; fin de la  GI-11  qui rejoint la rocade de Saint-Sébastien  GI-20

## Variantes

### Rocade de Burgos (A-1)
- 235/236  Échangeur autoroutier entre A-1, A-62 (Valladolid, Portugal, León) et  BU-11  (Burgos)
- 238 : Burgos
- 242  Échangeur entre AP-1 (Vitoria-Gasteiz, Logroño) et A-1/ BU-30
- 245 : Burgos, Aéroport de Burgos, Logroño ( N-120 )
- 246/249 : Burgos, Villafria ( N-I )
- 246/249  Échangeur autoroutier entre A-1 et BU-30 : Santander, Burgos-nord
- 251 : Villafria, Rubena ( N-I ) - Vitoria-Gasteiz (AP-1),  Aire de service  +  l'A-1 devient la  N-I . Pour continuer l'autoroute, il faut emprunter l'AP-1.

### Variante deVitoria-GasteizàEibar-AP-8 (AP-1)
- Aéroport de Vitoria-Gasteiz, début de la  N-624
- Carrefour giratoire entre  N-624  et  A-3606  (Foronda)
- 101  Échangeur autoroutier entre  N-624 /AP-1 et  N-622  : Vitoria-Gasteiz, Bilbao ( N-622 ) - Burgos, Madrid (A-1); la  N-624  devient l'AP-1
- 101/102 : Etxabarri-Ibiña
- Péage de Echávarri (à système fermé)
- 107 : Legutiano, Vitoria-Gasteiz, Bilbao ( N-240 )
- Tunnels de Luko (620m), Arlaban (3415m) et Zarimutz (500m)
- Aire de service Eskoriatza (sens Eibar-Vitoria)
- 123 : Aretxabaleta - Eskoriatza
- Tunnels d'Apotzaga (330m), Izurieta (280m) et Gurutzetxiki (710m)
- Aire de service Arrasate-Mondragón (sens Vitoria-Eibar)
- 130 : Mondragón, Oñati ( GI-627 ) - Durango ( GI-632 )
- Tunnels d'Ikastaundi (1200m) et Arristi (300m)
- 133 : Bergara - Zumarraga ( GI-632 )
- Tunnels de San Martzial (1 515 m/1 490 m)
- 138 (de et vers Eibar) : Bergara ( GI-627 ) - Elgeta (  GI-2632 )
- Tunnels de Lezarri (1 240 m), Gallastegi (2 370 m) et Eitza (740m)
- 145  Échangeur autoroutier entre AP-8 et AP-1 : Eibar, Bilbao ou Saint-Sébastien; l'AP-1 continue sur l'AP-8 en direction de Saint-Sébastien et de la France